# Кумэта, Кодзи
Кумэта Кодзи (яп. 久米田康治 Кумэта Ко:дзи, 5 сентября 1967, город Йокосука) — японский комедийный мангака. Его известные работы: Go!! Southern Ice Hockey Club (1991—1996), Katte ni Kaizou (1998—2004), «Прощайте, горе-учитель» (2005—2012) и Joshiraku (2009—2013).
Были экранизированы: «Прощайте, горе-учитель» (первый сезон продолжительностью в 12 серий и 2 сезона по 13 серий, а также 3 OVA-сериала), Katte ni Kaizou (OVA продолжительностью в 6 серий), Joshiraku (телевизионный сериал продолжительностью в 13 серий, также планируется OVA) и Kaku Shigoto (телесериал продолжительностью в 12 серий). Режиссёром первых двух сериалов выступил Акиюки Симбо, режиссёром Joshiraku — Цутому Мидзусима, режиссёром Kaku Shigoto — Юта Мурано.

## Награды
- 31-я премия манги Коданся в жанре сёнэн за «Прощайте, горе-учитель»[1]

## Ассистенты
- Кэндзиро Хата
- Маэда-кун (также под никами MAEDAX, MAEDAX G, MAEDAX Roman)